# Novo Selo (Tešanj)
Pour les articles homonymes, voir Novo Selo.
Novo Selo (en cyrillique : Ново Село) est un village de Bosnie-Herzégovine. Il est situé dans la municipalité de Tešanj, dans le canton de Zenica-Doboj et dans la fédération de Bosnie-et-Herzégovine. Selon les premiers résultats du recensement bosnien de 2013, il compte 902 habitants.

## Géographie
Le village est situé au bord de la rivière Tešanjka, un affluent de l'Usora.

## Démographie

### Évolution historique de la population dans la localité
| 1948 | 1953 | 1961 | 1971 | 1981 | 1991 | 2013 |
| ---- | ---- | ---- | ---- | ---- | ---- | ---- |
| -    | -    | 481  | 560  | 738  | 859  | 902  |

|  |